# 北洋科学楼
北洋科学楼，位于天津市南开区天津大学卫津路校区敬业湖南侧，是1995年北洋大学（天津大学）建校100周年之际建成的理科实验楼。